# Ebenholzstatuetten von Amenophis III. und seiner Gemahlin Teje

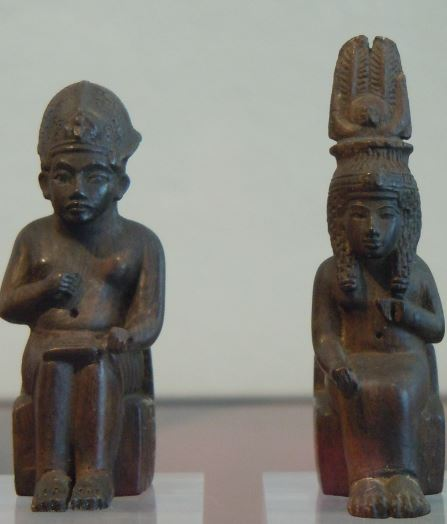
Ebenholzstatuetten von Amenophis III. und seiner Gemahlin Teje

Die Ebenholzstatuetten von Amenophis III. und seine Gemahlin Teje sind ein Beispiel königlicher Plastik der ägyptischen Sammlung des Roemer- und Pelizaeus-Museums in Hildesheim. Die geschnitzten Figürchen stammen aus der 18. Dynastie, Neues Reich um 1350 v. Chr. (Inventarnummern: PM 53a/53b).

## Fundort
Wilhelm Pelizaeus erwarb die Statuetten aus Ebenholz mit Vergoldungsresten im Kunsthandel von Kairo vor 1907. Seit der Überstellung der Schenkung im Jahre 1909 befinden sie sich in Hildesheim. Sie wurden von Wilhelm Pelizaeus gemeinsam mit dem beschrifteten Fragment Inventarnummer: PM53 c (ein Holzfragment mit dem Thronnamen Amenophis III.) und der Statuette Inventarnummer: PM54 (Statuette eines Prinzen aus der Zeit Amenophis III/IV.) erworben. Alle Objekte dürften aus demselben Fund aus Gurob im Fayum in Mittelägypten stammen.

## Größe
Das Figürchen von König Amenophis III. ist 5,8 cm hoch, 2,4 cm breit und 3,5 cm tief, das der Königin Teje 6,4 cm hoch, 1,8 cm breit und 3,3 cm tief.

## Beschreibung
Amenophis III. und seine Gemahlin Teje sitzen auf einfachen Blockthronen mit niedrigen Rückenlehnen. Die Throne sind an den Seiten mit feinem Federmuster und hinten mit Lotusblumen verziert. Er hielt in der rechten Hand ein Zepter, Teje in der linken Hand einen Lotoswedel; beide sind heute verloren. Amenophis III. trägt die blaue Krone und einen kurzen plissierten Schurz. Teje ist mit einem knöchellangen Gewand bekleidet und trägt eine feine Löckchenperücke. Ein Diadem, an dem ein Doppel-Uräus befestigt ist, umschließt ihre Stirn. Die beiden kleinen Sitzfigürchen mit ihrer auffälligen Beleibtheit und den gedrungenen Proportionen dürften als Altersbildnisse bezeichnet werden. Die Augen der Teje waren ursprünglich mit Einlagen versehen, bei Amenophis III. waren sie lediglich aufgemalt. Beide Figuren waren vergoldet und könnten als Aufsätze von Zeremonialstäben gedient haben. Besonders die leicht überlängten Gesichtsformen, die vorgezogene Mund-Nasenpartie und die Korpulenz der beiden Figuren sprechen für eine Herstellung der Kunstwerke nach dem Tod des Königspaares in der Amarnazeit.